# Championnats d'Europe d'athlétisme 2010
Navigation
Les 20es Championnats d'Europe d'athlétisme se sont déroulés du 27 juillet au 1er août 2010 à Barcelone. C'était la première fois que ces Championnats étaient hébergés en Espagne. La compétition est organisée par l'Association européenne d'athlétisme (AEA) et la Fédération espagnole d'athlétisme (RFEA).

## Organisation
Les 24 épreuves masculines et 23 féminines se disputent au Stade olympique Lluís-Companys dit stade du Montjuïc, théâtre rénové des compétitions d'athlétisme des Jeux olympiques d'été de 1992. La piste barcelonaise, de couleur bleue, a été fabriquée par Mondo, une Mondotrack FTX, à partir d'une surface synthétique considérée comme la plus rapide jamais développée. C'est cette même société qui avait conçu la piste des Jeux olympiques d'été de 1976 à Montréal, des Jeux olympiques d'été de 2008 de Pékin ou celle des mondiaux en salle de Doha.
La cité catalane est élue ville hôte en marge de l'assemblée de l'Association européenne d'athlétisme tenue à Göteborg le 29 avril 2006. C'est la dernière fois que les championnats d'Europe sont disputés tous les quatre ans, le rythme passe à deux ans dès 2012. En même temps que ces championnats, est organisée, pendant les épreuves individuelles de marathon, une Coupe d'Europe par équipes attribuant un classement spécifique à chaque équipe terminant le marathon avec au moins trois coureurs. Cette Coupe d'Europe vaut attribution de médailles et récompenses qui ne rentrent pas dans les totaux des Championnats.

### Nations participantes
La compétition enregistre un nouveau record de participants avec 1 370 athlètes (761 hommes et 609 femmes) issus de 50 nations. Le précédent record était de 1 288 athlètes, présents lors de l'édition 2006 à Göteborg. Pour la première fois, les 50 fédérations membres de l'Association européenne d'athlétisme (EAA) sont représentées.
| - Albanie (2) - Allemagne (74) - Andorre (6) - Arménie (3) - Autriche (15) - Azerbaïdjan (5) - Belgique (32) - Biélorussie (42) - Bosnie-Herzégovine (2) - Bulgarie (17) - Croatie (12) - Chypre (10) - Danemark (15) | - Espagne (88) - Estonie (17) - Finlande (39) - France (60) - Géorgie (2) - Gibraltar (1) - Grèce (33) - Hongrie (23) - Islande (6) - Irlande (30) - Israël (16) - Italie (73) - Lettonie (21) | - Liechtenstein (1) - Lituanie (25) - Luxembourg (1) - Macédoine (2) - Malte (2) - Moldavie (6) - Monaco (1) - Monténégro (2) - Pays-Bas (36) - Norvège (38) - Pologne (71) - Portugal (42) - République tchèque (40) | - Roumanie (33) - Royaume-Uni (72) - Russie (105) - Saint-Marin (2) - Serbie (12) - Slovaquie (19) - Slovénie (33) - Suède (41) - Suisse (22) - Turquie (21) - Ukraine (62) |

### Calendrier
| S | Séries | Q | Qualifications | ½ | Demi-finales | F | Finales |

| Date →      | 27 | 27 | 28 | 28 | 28 | 29 | 29 | 30 | 30 | 30 | 31 | 31 | 1 | 1 |
| Épreuve↓    | M  | A  | M  | A  | A  | M  | A  | M  | A  | A  | M  | A  | M | A |
| ----------- | -- | -- | -- | -- | -- | -- | -- | -- | -- | -- | -- | -- | - | - |
| 100 m       | S  | S  |    | ½  | F  |    |    |    |    |    |    |    |   |   |
| 200 m       |    |    |    |    |    | S  | ½  |    | F  | F  |    |    |   |   |
| 400 m       | S  |    |    | ½  | ½  |    |    |    | F  | F  |    |    |   |   |
| 800 m       |    |    | S  |    |    |    | ½  |    |    |    |    | F  |   |   |
| 1 500 m     | S  |    |    | ½  | ½  |    |    |    | F  | F  |    |    |   |   |
| 5 000 m     |    |    |    |    |    |    | S  |    |    |    |    | F  |   |   |
| 10 000 m    |    | F  |    |    |    |    |    |    |    |    |    |    |   |   |
| Marathon    |    |    |    |    |    |    |    |    |    |    |    |    | F |   |
| 110 m h.    |    |    |    |    |    | S  |    |    | ½  | F  |    |    |   |   |
| 400 m h.    |    |    | S  |    |    |    | ½  |    |    |    |    | F  |   |   |
| 3 000 m st. |    |    |    |    |    |    |    | S  |    |    |    |    |   | F |
| 4 × 100 m   |    |    |    |    |    |    |    |    |    |    | S  |    |   | F |
| 4 × 400 m   |    |    |    |    |    |    |    |    |    |    | S  |    |   | F |
| 20 km m.    | F  |    |    |    |    |    |    |    |    |    |    |    |   |   |
| 50 km m.    |    |    |    |    |    |    |    | F  |    |    |    |    |   |   |
| Longueur    |    |    |    |    |    |    |    |    | Q  | Q  |    |    |   | F |
| Triple saut |    | Q  |    |    |    |    | F  |    |    |    |    |    |   |   |
| Hauteur     |    | Q  |    |    |    |    | F  |    |    |    |    |    |   |   |
| Perche      |    |    |    |    |    | Q  |    |    |    |    |    | F  |   |   |
| Poids       |    |    |    |    |    |    |    | Q  |    |    |    | F  |   |   |
| Disque      |    |    |    |    |    |    |    |    |    |    | Q  |    |   | F |
| Marteau     | Q  |    |    | F  | F  |    |    |    |    |    |    |    |   |   |
| Javelot     |    |    |    |    |    |    |    | Q  |    |    |    | F  |   |   |
| Décathlon   |    |    | F  | F  | F  | F  | F  |    |    |    |    |    |   |   |

| Date →      | 27 | 27 | 28 | 28 | 29 | 29 | 29 | 30 | 30 | 31 | 31 | 31 | 1 | 1 |
| Épreuve↓    | M  | A  | M  | A  | M  | A  | A  | M  | A  | M  | A  | A  | M | A |
| ----------- | -- | -- | -- | -- | -- | -- | -- | -- | -- | -- | -- | -- | - | - |
| 100 m       |    |    | S  |    |    | ½  | F  |    |    |    |    |    |   |   |
| 200 m       |    |    |    |    |    |    |    | S  | ½  |    | F  | F  |   |   |
| 400 m       |    | S  |    | ½  |    |    |    |    | F  |    |    |    |   |   |
| 800 m       | S  |    |    | ½  |    |    |    |    | F  |    |    |    |   |   |
| 1 500 m     |    |    |    |    | S  |    |    |    | ½  |    |    |    |   | F |
| 5 000 m     |    |    |    |    |    |    |    | S  |    |    |    |    |   | F |
| 10 000 m    |    |    |    | F  |    |    |    |    |    |    |    |    |   |   |
| Marathon    |    |    |    |    |    |    |    |    |    | F  |    |    |   |   |
| 100 m h.    |    |    |    |    |    |    |    | S  |    |    | ½  | F  |   |   |
| 400 m h.    | S  |    |    | ½  |    |    |    |    | F  |    |    |    |   |   |
| 3 000 m st. |    |    | S  |    |    |    |    |    | F  |    |    |    |   |   |
| 4 × 100 m   |    |    |    |    |    |    |    |    |    | S  |    |    |   | F |
| 4 × 400 m   |    |    |    |    |    |    |    |    |    | S  |    |    |   | F |
| 20 km m.    |    |    | F  |    |    |    |    |    |    |    |    |    |   |   |
| -           |    |    |    |    |    |    |    |    |    |    |    |    |   |   |
| Longueur    | Q  |    |    | F  |    |    |    |    |    |    |    |    |   |   |
| Triple saut |    |    |    |    | Q  |    |    |    |    |    | F  | F  |   |   |
| Hauteur     |    |    |    |    |    |    |    | Q  |    |    |    |    |   | F |
| Perche      |    |    | Q  |    |    |    |    |    | F  |    |    |    |   |   |
| Poids       | Q  | F  |    |    |    |    |    |    |    |    |    |    |   |   |
| Disque      | Q  |    |    | F  |    |    |    |    |    |    |    |    |   |   |
| Marteau     |    |    | Q  |    |    |    |    |    | F  |    |    |    |   |   |
| Javelot     |    | Q  |    |    |    | F  | F  |    |    |    |    |    |   |   |
| Heptathlon  |    |    |    |    |    |    |    | F  | F  | F  | F  | F  |   |   |

## Compétition

### Faits marquants
- L’athlète de ces championnats est un jeune espoir français de 20 ans, Christophe Lemaître, médaillé d’or 3 fois, sur 100m, sur 200m et avec le relais du 4x100m. En finale du 100m, ce n’est seulement qu’aux 80m qu’il déborde ses adversaires de sa foulée très ample (2m70). Il aborde la finale du 200m avec un fort état de fatigue dû à la répétition des courses (6ème course en 4 jours). Il est en retard à la sortie du virage mais grappille mètre par mètre dans la ligne droite et c’est en cassant sur le fil, qu’il devance d’un centième le britannique Christian Malcolm.

- 2 autres athlètes font le même doublé 5000 – 10000m : le britannique Mohammed Farah et la turque Elvan Abeylegesse.

- Seuls 2 athlètes conservent leur titre acquis en 2006 à Göteborg : le norvégien Andreas Thorkildsen au javelot et le français Yohann Diniz au 50km marche.

- Le niveau de ces championnats régresse pour la 3ème fois consécutive chez les hommes, 15 des 24 vainqueurs ont une performance inférieure à celle du vainqueur de 2006. L’évolution est identique dans les épreuves féminines où 15 des 23 gagnantes ont une performance inférieure à celles de 2006.

- Aucun record du monde ni d’Europe n’est battu lors de ces championnats.

- Au classement à la place, la Grande Bretagne et la France dominent chez les hommes et la Russie et l’Allemagne chez les femmes.

- Les résultats officiels de ces championnats d’Europe sur le site de l’Association Européenne d'Athlétisme montrent une liste impressionnante d’athlètes disqualifiés a posteriori pour violation des règles antidopage. Pas moins de 28 athlètes ou relais présents en finale dont 14 en place 1,2 et 3 sont ainsi déclassés. Le fondeur espagnol José Luis Blanco est déchu de sa médaille de bronze obtenue sur le 3 000 m steeple après avoir fait l'objet d'un contrôle antidopage positif lors des championnats nationaux peu avant le début des compétitions[6] ; le Moldave Ion Luchianov, initialement quatrième de la course, récupère la médaille de bronze[7].

### Résultats

#### Hommes
| 100 m | Christophe Lemaitre 10 s 11                                                                      | Mark Lewis-Francis 10 s 18 (SB)                                                          | Martial Mbandjock 10 s 18                                                                |
| 200 m | Christophe Lemaitre 20 s 37                                                                      | Christian Malcolm 20 s 38 (SB)                                                           | Martial Mbandjock 20 s 42                                                                |
| 400 m | Kévin Borlée 45 s 08                                                                             | Michael Bingham 45 s 23                                                                  | Martyn Rooney 45 s 23                                                                    |
| 800 m | Marcin Lewandowski 1 min 47 s 07                                                                 | Michael Rimmer 1 min 47 s 17                                                             | Adam Kszczot 1 min 47 s 22                                                               |
| 1 500 m | Arturo Casado 3 min 42 s 74                                                                      | Carsten Schlangen 3 min 43 s 52                                                          | Manuel Olmedo 3 min 43 s 54                                                              |
| 5 000 m | Mohammed Farah 13 min 31 s 18                                                                    | Jesús España 13 min 33 s 12                                                              | Hayle İbrahimov 13 min 34 s 15                                                           |
| 10 000 m | Mohammed Farah 28 min 24 s 99                                                                    | Chris Thompson 28 min 27 s 33                                                            | Daniele Meucci 28 min 27 s 33                                                            |
| 3 000 m steeple | Mahiedine Mekhissi-Benabbad 8 min 7 s 87 (CR)                                                    | Bouabdellah Tahri 8 min 9 s 28                                                           | Ion Luchianov 8 min 19 s 64 (SB)                                                         |
| 110 m haies | Andy Turner 13 s 28 (SB)                                                                         | Garfield Darien 13 s 34 (PB)                                                             | Dániel Kiss 13 s 39                                                                      |
| 400 m haies | David Greene 48 s 12 (EL)                                                                        | Rhys Williams 48 s 96 (PB)                                                               | Stanislav Melnykov 49 s 09 (PB)                                                          |
| Marathon | Viktor Röthlin 2 h 15 min 31 s                                                                   | José Manuel Martínez 2 h 17 min 50 s                                                     | Dmitriy Safronov 2 h 18 min 16 s                                                         |
| 20 km marche | Alex Schwazer 1 h 20 min 38 s                                                                    | João Vieira 1 h 20 min 49 s (SB)                                                         | Robert Heffernan 1 h 21 min 0 s                                                          |
| 50 km marche | Yohann Diniz 3 h 40 min 37 s (EL)                                                                | Grzegorz Sudoł 3 h 42 min 24 s (PB)                                                      | Sergey Bakulin 3 h 43 min 26 s (PB)                                                      |
| 4 × 100 m | France Jimmy Vicaut Christophe Lemaitre Pierre-Alexis Pessonneaux Martial Mbandjock 38 s 11 (EL) | Italie Roberto Donati Simone Collio Emanuele Di Gregorio Maurizio Checcucci 38 s 17 (NR) | Allemagne Tobias Unger Marius Broening Alexander Kosenkow Martin Keller 38 s 44          |
| 4 × 400 m | Russie Maksim Dyldin Aleksey Aksyonov Pavel Trenikhin Vladimir Krasnov 3 min 2 s 14              | Royaume-Uni Conrad Williams Michael Bingham Robert Tobin Martyn Rooney 3 min 2 s 25      | Belgique Arnaud Destatte Kévin Borlée Cédric Van Branteghem Jonathan Borlée 3 min 2 s 60 |
| Saut en hauteur | Aleksandr Shustov 2,33 m                                                                         | Ivan Ukhov 2,31 m                                                                        | Martyn Bernard 2,29 m (SB)                                                               |
| Saut à la perche | Renaud Lavillenie 5,85 m                                                                         | Maksym Mazuryk 5,80 m (SB)                                                               | Przemysław Czerwiński 5,75 m (SB)                                                        |
| Saut en longueur | Christian Reif 8,47 m (WL, CR, PB)                                                               | Kafétien Gomis 8,24 m (PB)                                                               | Chris Tomlinson 8,23 m (SB)                                                              |
| Triple saut | Phillips Idowu 17,81 m (PB)                                                                      | Marian Oprea 17,51 m (SB)                                                                | Teddy Tamgho 17,45 m                                                                     |
| Lancer du poids | Tomasz Majewski 21,00 m                                                                          | Ralf Bartels 20,93 m                                                                     | Māris Urtāns 20,72 m                                                                     |
| Lancer du disque | Piotr Małachowski 68,87 m (CR)                                                                   | Robert Harting 68,47 m                                                                   | Róbert Fazekas 66,43 m (SB)                                                              |
| Lancer du marteau | Libor Charfreitag 80,02 m                                                                        | Nicola Vizzoni 79,12 m (SB)                                                              | Krisztián Pars 79,06 m                                                                   |
| Lancer du javelot | Andreas Thorkildsen 88,37 m                                                                      | Matthias de Zordo 87,81 m (PB)                                                           | Tero Pitkämäki 86,67 m                                                                   |
| Décathlon | Romain Barras 8 453 pts (EL, PB)                                                                 | Eelco Sintnicolaas 8 436 pts (PB)                                                        | Andrei Krauchanka 8 370 pts (SB)                                                         |
| Records et Performances - AR : Record continental (area record) - CR : Record des championnats (championship record) - MR : Record du meeting (meet record) - NR : Record national (national record) - OR : Record olympique (olympic record) - PR : Record paralympique (paralympic record) - PB : Record personnel (personal best) - SB : Meilleure performance personnelle de la saison (season's best) - WL : Meilleure performance mondiale de l'année (world leader) - WJR : Record du monde junior (world junior record) - WR : Record du monde (world record) Circonstances et Conditions - DNF : N'a pas terminé (did not finish) - DNS : N'a pas pris le départ (did not start) - DQ : Disqualification (disqualification) - NM : Aucun essai valable enregistré (No Mark) - Q : Qualifié « directement » au prochain tour (ou à la prochaine compétition), lors d'une compétition majeure, grâce au classement ou à la réalisation des minima (automatic qualifier) - q : Qualifié au prochain tour (ou à la prochaine compétition), lors d'une compétition majeure, grâce au repêchage ou à la réalisation de l'une des meilleures performances parmi celles des « non qualifiés directement » (grâce au meilleur temps ou à la meilleure distance par exemple) (secondary qualifier) |                                                                                                  |                                                                                          |                                                                                          |

#### Femmes
| 100 m | Verena Sailer 11 s 10 (PB)                                                                | Véronique Mang 11 s 11 (PB)                                                               | Myriam Soumaré 11 s 18                                                                   |
| 200 m | Myriam Soumaré 22 s 32 (EL)                                                               | Elizaveta Bryzhina 22 s 44 (PB)                                                           | Aleksandra Fedoriva 22 s 44                                                              |
| 400 m | Kseniya Ustalova 49 s 92 (PB)                                                             | Antonina Krivoshapka 50 s 10 (SB)                                                         | Libania Grenot 50 s 43 (SB)                                                              |
| 800 m | Yvonne Hak 1 min 58 s 85 (PB)                                                             | Jennifer Meadows 1 min 59 s 39                                                            | Lucia Klocová 1 min 59 s 48                                                              |
| 1 500 m | Nuria Fernández 4 min 00 s 40 (PB)                                                        | Hind Dehiba 4 min 01 s 17                                                                 | Natalia Rodríguez 4 min 01 s 30 (SB)                                                     |
| 5 000 m | Elvan Abeylegesse 14 min 54 s 44 (CR)                                                     | Sara Moreira 14 min 54 s 71 (PB)                                                          | Jessica Augusto 14 min 58 s 47                                                           |
| 10 000 m | Elvan Abeylegesse 31 min 10 s 23 (EL)                                                     | Jéssica Augusto 31 min 25 s 77                                                            | Hilda Kibet 31 min 36 s 90 (SB)                                                          |
| 3 000 m steeple | Yuliya Zarudneva 9 min 17 s 57 (CR)                                                       | Hatti Dean 9 min 30 s 19 (PB)                                                             | Wioletta Frankiewicz 9 min 34 s 13                                                       |
| 100 m haies | Nevin Yanıt 12 s 63 (NR)                                                                  | Derval O'Rourke 12 s 65 (NR)                                                              | Carolin Nytra 12 s 68                                                                    |
| 400 m haies | Natalya Antyukh 52 s 92 (CR, EL)                                                          | Vania Stambolova 53 s 82 (NR)                                                             | Perri Shakes-Drayton 54 s 18 (PB)                                                        |
| Marathon | Anna Incerti 2 h 32 min 15 s                                                              | Tetyana Filonyuk 2 h 33 min 57 s                                                          | Isabellah Andersson 2 h 33 min 57 s                                                      |
| 4 × 100 m | Ukraine Olesya Povh Nataliya Pohrebnyak Mariya Ryemyen Elizaveta Bryzhina 42 s 29 (WL)    | France Myriam Soumaré Véronique Mang Lina Jacques-Sébastien Christine Arron 42 s 45       | Pologne Marika Popowicz Daria Korczyńska Marta Jeschke Weronika Wedler 42 s 68           |
| 4 × 400 m | Allemagne Fabienne Kohlmann Esther Cremer Janin Lindenberg Claudia Hoffmann 3 min 24 s 07 | Royaume-Uni Nicola Sanders Marilyn Okoro Lee McConnell Perri Shakes-Drayton 3 min 24 s 32 | Italie Chiara Bazzoni Marta Milani Maria Enrica Spacca Libania Grenot 3 min 25 s 71 (NR) |
| 20 km marche | Anisya Kirdyapkina 1 h 28 min 55 s                                                        | Vera Sokolova 1 h 29 min 32 s                                                             | Melanie Seeger 1 h 29 min 43 s                                                           |
| Saut en hauteur | Blanka Vlašić 2,03 m (CR, EL)                                                             | Emma Green 2,01 m (PB)                                                                    | Ariane Friedrich 2,01 m                                                                  |
| Saut à la perche | Svetlana Feofanova 4,75 m (EL)                                                            | Silke Spiegelburg 4,65 m                                                                  | Lisa Ryzih 4,65 m (PB)                                                                   |
| Saut en longueur | Ineta Radeviča 6,92 m (NR)                                                                | Naide Gomes 6,92 m (SB)                                                                   | Olga Kucherenko 6,84 m                                                                   |
| Triple saut | Olha Saladukha 14,81 m (EL)                                                               | Simona La Mantia 14,56 m (SB)                                                             | Svetlana Bolshakova 14,55 m (NR)                                                         |
| Lancer du poids | Anna Avdeyeva 19,39 m (SB)                                                                | Yanina Pravalinskay-Karolchyk 19,29 m                                                     | Olga Ivanova 19,02 m                                                                     |
| Lancer du disque | Sandra Perković 64,67 m                                                                   | Nicoleta Grasu 63,48 m                                                                    | Joanna Wiśniewska 62,37 m (SB)                                                           |
| Lancer du marteau | Betty Heidler 76,38 m (SB)                                                                | Tatyana Lysenko 75,65 m                                                                   | Anita Włodarczyk 73,56 m                                                                 |
| Lancer du javelot | Linda Stahl 66,81 m (PB)                                                                  | Christina Obergföll 65,58 m                                                               | Barbora Špotáková 65,36 m                                                                |
| Heptathlon | Jessica Ennis 6 823 pts (CR, EL)                                                          | Nataliya Dobrynska 6 778 pts (PB)                                                         | Jennifer Oeser 6 683 pts (PB)                                                            |
| Records et Performances - AR : Record continental (area record) - CR : Record des championnats (championship record) - MR : Record du meeting (meet record) - NR : Record national (national record) - OR : Record olympique (olympic record) - PR : Record paralympique (paralympic record) - PB : Record personnel (personal best) - SB : Meilleure performance personnelle de la saison (season's best) - WL : Meilleure performance mondiale de l'année (world leader) - WJR : Record du monde junior (world junior record) - WR : Record du monde (world record) Circonstances et Conditions - DNF : N'a pas terminé (did not finish) - DNS : N'a pas pris le départ (did not start) - DQ : Disqualification (disqualification) - NM : Aucun essai valable enregistré (No Mark) - Q : Qualifié « directement » au prochain tour (ou à la prochaine compétition), lors d'une compétition majeure, grâce au classement ou à la réalisation des minima (automatic qualifier) - q : Qualifié au prochain tour (ou à la prochaine compétition), lors d'une compétition majeure, grâce au repêchage ou à la réalisation de l'une des meilleures performances parmi celles des « non qualifiés directement » (grâce au meilleur temps ou à la meilleure distance par exemple) (secondary qualifier) |                                                                                           |                                                                                           |                                                                                          |

### Tableau des médailles

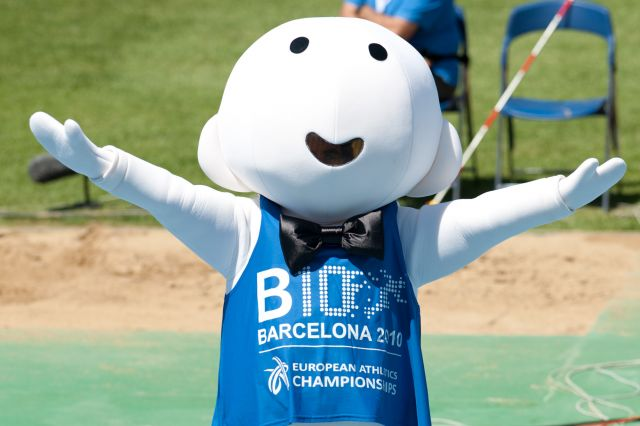
Barni, la mascotte de ces championnats.

- Pays organisateur (Espagne)

## Tableau des médailles
| Rang | Nation      | Or | Argent | Bronze | Total |
| ---- | ----------- | -- | ------ | ------ | ----- |
| 1    | France      | 8  | 6      | 4      | 18    |
| 2    | Russie      | 8  | 4      | 5      | 17    |
| 3    | Royaume-Uni | 6  | 10     | 4      | 20    |
| 4    | Allemagne   | 5  | 6      | 6      | 17    |
| 5    | Pologne     | 3  | 1      | 6      | 10    |
| 6    | Turquie     | 3  | 0      | 0      | 3     |
| 7    | Ukraine     | 2  | 4      | 1      | 7     |
| 8    | Italie      | 2  | 3      | 3      | 8     |
| 9    | Espagne     | 2  | 2      | 2      | 6     |
| 10   | Croatie     | 2  | 0      | 0      | 2     |